# 오남매
《오남매》는 2002년 4월 1일부터 2002년 10월 18일까지 방영된 SBS 일일드라마이다.

## 기획 의도
가난을 이기기 위해 몸부림쳤던 1950, 60년대를 배경으로 두 가족의 어긋난 운명과 부모 잃은 다섯남매가 역경을 딛고 꿋꿋이 살아가는 이야기를 그린 드라마

## 줄거리
개성에서 같이 삼포를 운영하고 있는 한준구와 김인달은 친형제처럼 지내온 이웃사촌. 6·25 전쟁 이후 이들은 강화도로 피난 나와 강화도에서 삶의 터전을 꾸린다. 하지만 이들은 고향에 두고온 인삼과 종자를 가지러 다시 월북하게 되고, 구매한 인삼 종자를 도적에게 강탈당한 김인달은 악마적 심보가 발동해 친구 한준구를 죽이고 종자를 강탈한다. 강화도로 돌아온 김인달은 한준구가 욕심을 내 목숨을 잃었다고 거짓말을 한다. 한준구의 죽음으로 고아가 된 다섯 남매는 헐벗고 굶주린 생활을 한다. 반면 강탈한 종자를 기반으로 김인달네는 끝없는 영화를 누린다．

## 등장 인물
- 이효정 : 한준구 역
- 이덕화 : 김인달 역
- 이응경 : 서인순 역
- 정원중 : 한준호 역
- 노주현 : 허정 역
- 양금석 : 이영신 역
- 이상아 : 오혜미 역
- 최철호 : 한정식 역 (아역 류덕환)
- 이재황 : 한우식 역 (아역 백성현)
- 김민희 : 한선희 역 (아역 김지은)
- 윤혜경 : 한진희 역 (아역 조희재)
- 여현수 : 한호식 역 (아역 김종호)
- 이민우 : 김창민 역 (아역 오현철)
- 최은주 : 장진진 역
- 강석현 : 허덕수 역
- 박형준 : 강재민 역
- 김미희 : 김정임 역 (아역 박한이)
- 조혜영 : 이연실 역
- 황미선
- 민경조
- 김소이
- 김형범
- 이혜상
- 박성혜
- 권오영
- 원숙희
- 조선주

## 결방
- 2002년 5월 1일 : 8시 40분부터 월드컵 D-30 특집쇼 <필승 코리아 콘서트 한국축구에 힘을> 1부 편성으로 9시 20분 일일시트콤 <대박가족>과 동시 결방
- 2002년 5월 21일 : 6시 35분부터 월드컵 특집 국가대표 평가전 <대한민국 VS 잉글랜드> 중계 편성 때문에 <SBS 8 뉴스>가 9시로 이동했고 이 때문에 청춘시트콤 <레츠고> <트루 스토리>와 동시 결방
- 2002년 5월 30일 : 7시 50분부터 월드컵 전야제 <2002 FIFA 월드컵 문화큰잔치> 편성 때문에 <SBS 8 뉴스>는 10시, <나쁜 여자들>은 10시 30분, <한밤의 TV연예>는 11시 40분으로 이동했고 이 때문에 <대박가족>과 동시 결방
- 2002년 5월 31일 : 8시부터 월드컵 개막식 <프랑스 VS 세네갈> 중계 편성으로 <대박가족>과 동시 결방
- 2002년 6월 3일 : 8시 15분부터 월드컵 <이탈리아VS 에콰도르> 중계 편성 때문에 <여인천하>는 10시 30분, <오픈드라마 남과 여>는 11시 40분으로 이동했고 이 때문에 <대박가족>과 동시 결방
- 2002년 6월 4일 : 8시부터 월드컵 <대한민국 VS 폴란드> 중계 편성 때문에 <SBS 8 뉴스>는 10시 30분, <여인천하>는 11시, <류시원 황현정의 나우>는 12시 10분으로 이동했고 이 때문에 <대박가족>과 동시 결방
- 2002년 6월 5일 : 8시 15분부터 월드컵 <독일 VS 아일랜드> 중계 편성 때문에 <나쁜 여자들>은 10시 30분으로 이동했고 이 때문에 <대박가족>과 동시 결방
- 2002년 6월 6일 : 8시 15분부터 월드컵 <프랑스 VS 우루과이> 중계 편성 때문에 <나쁜 여자들>은 10시 30분, <한밤의 TV연예>는 11시 40분으로 이동했고 이 때문에 <대박가족>과 동시 결방
- 2002년 6월 7일 : 8시 15분부터 월드컵 <아르헨티나 VS 잉글랜드> 중계 편성 때문에 <카운트다운>은 10시 30분으로 이동했으며 이 때문에 <대박가족>과 동시 결방
- 2002년 6월 10일 : 8시 10분부터 월드컵 <포르투갈 VS 폴란드> 중계 편성으로 <대박가족>과 동시 결방
- 2002년 6월 11일 : 8시 30분부터 월드컵 <카메룬 VS 독일> 중계 편성으로 <대박가족>과 동시 결방
- 2002년 6월 12일 : <대박가족>이 8시 45분으로 이동하여 결방
- 2002년 6월 13일 : 8시 15분부터 월드컵 <멕시코 VS 이탈리아> 중계 편성으로 <대박가족>과 동시 결방
- 2002년 6월 14일 : 7시 50분부터 월드컵 <대한민국 VS 포르투갈> 중계 편성으로 <대박가족>과 동시 결방
- 2002년 6월 17일 : 8시 15분부터 월드컵 16강 <브라질 VS 벨기에> 중계 편성으로 <대박가족>과 동시 결방
- 2002년 6월 18일 : 8시부터 월드컵 16강 생중계 <대한민국 VS 이탈리아> 중계 편성으로 <대박가족>과 동시 결방
- 2002년 6월 19일 : <대박가족>이 8시 45분부터 9시 55분까지 편성되어 결방
- 2002년 6월 20일 : <대박가족>이 8시 45분부터 9시 55분까지 편성되어 결방
- 2002년 6월 21일 : 8시 15분부터 월드컵 8강 <독일VS 미국> 중계가 편성되어 <대박가족>과 동시 결방
- 2002년 6월 24일 : <대박가족>이 8시 45분부터 9시 55분까지 편성되어 결방
- 2002년 6월 25일 : 8시 15분부터 월드컵 4강 <대한민국 VS 독일> 중계가 편성되어 <대박가족>과 동시 결방
- 2002년 6월 26일 : 8시 15분부터 월드컵 4강 <브라질 VS 터키> 중계가 편성되어 <대박가족>과 동시 결방
- 2002년 6월 27일 : 월드컵 특집 <승리의 그 이름 파이팅 코리아> 편성 때문에 <대박가족>과 동시 결방
- 2002년 7월 2일 : 6시 20분부터 <월드컵 성공 개최기념 국민대축제> 편성에 따라 <SBS 8 뉴스>는 8시 55분으로 이동했고 이 때문에 <오렌지>, <트루 스토리>, <대박가족>과 동시 결방
- 2002년 9월 20일 : 7시부터 2002년 아시안게임 축구대표 평가전 <대한민국 VS UAE> 중계가 편성됨에 따라 <SBS 8 뉴스>가 8시 55분, <오늘의 스포츠>가 9시 25분으로 이동했고 이 때문에 <진실게임> <대박가족>과 동시 결방
- 2002년 10월 10일 : 8시부터 2002년 아시안게임 축구 준결승 <대한민국 VS 이란> 중계 편성으로 <SBS 8 뉴스>가 8시 55분에 편성됐으며 이 때문에 <대박가족>과 동시 결방

## 편성 변경
- 2002년 10월 8일 : 7시부터 2002년 아시안 게임 축구 8강전 <대한민국 VS 바레인> 중계방송으로 인해 9시 25분에 방영 (일일시트콤 <대박가족>은 결방)

## 참고 사항
- 작가 이희우는 96년 KBS 2TV <며느리 삼국지> 이후 6년 만에 일일극을 집필했다.
- SBS 일산제작센터에 1950년대 강화읍을 재현한 세트를, 강화도 실상면 동검리 2600평 부지에 인삼밭과 초가집 등으로 구성된 세트를 마련하였다.[2]
- 1960년대를 배경으로 했으나 시대착오적인 부분들이 자주 보였다는 지적을 받아왔다.
- 출생의 비밀 등의 소재가 구태의연하다는 지적이 있었다.[3]
- 성인 오남매 연기자 캐스팅에 어려움을 겪었으며[4] 그 탓인지 전작 <이 부부가 사는 법> 출연진에 속했던 박형준을 또다시 투입시켰는데 당시 SBS는 2000년 3월 9기를 끝으로 공채 탤런트를 선발하지 않아 이렇다할 신인 발굴에 어려움을 겪어왔고[5] 해당 작품 방영 당시 서정우(2기) 송송이(2기) 김보라나(2기) 장혜숙(3기)[6] 윤해영 (3기) 정혜영 (3기) 김남주 (4기) 이태란 (7기) 등 대부분의 자사 공채 출신 배우들이 결혼과 함께 연기활동을 접었거나(서정우 송송이 김보라나 장혜숙) 타방송사(윤해영 정혜영 이태란) 또는 CF(김남주) 위주로 활동했으며 음반업계 종사자와 두 번째 결혼을 하면서[7] 1999년 4월 종영된 KBS 1TV 아침 TV 소설 《은아의 뜰》을 끝으로 연기활동을 중단한 뒤 2000년 5월부터 호주로 유학을 떠났지만[8] 두 번째 이혼을 하여 2002년 1월 귀국한 자사 공채 2기 출신 이일화가 iTV 월~목 9시 30분 일일드라마 《해바라기 가족》으로 연속극 복귀를 하기도 했다.